# Лагаро (Болоња)
Лагаро (итал. Lagaro) је насеље у Италији у округу Болоња, региону Емилија-Ромања.
Према процени из 2011. у насељу је живело 643 становника. Насеље се налази на надморској висини од 377 м.